# Lysiosquilla monodi
Lysiosquilla monodi is een bidsprinkhaankreeftensoort uit de familie van de Lysiosquillidae. De wetenschappelijke naam van de soort is voor het eerst geldig gepubliceerd in 1977 door Manning.